# Даленайм
Далена́йм (фр. Dahlenheim) — коммуна на северо-востоке Франции в регионе Гранд-Эст (бывший Эльзас — Шампань — Арденны — Лотарингия), департамент Нижний Рейн, округ Мольсем, кантон Мольсем. До марта 2015 года коммуна административно входила в состав упразднённого кантона Васлон (округ Мольсем).
Площадь коммуны — 5,35 км², население — 649 человек (2006) с тенденцией к росту: 767 человек (2013), плотность населения — 143,4 чел/км².

## Население
Население коммуны в 2011 году составляло 764 человека, в 2012 году — 765 человек, а в 2013-м — 767 человек.
| 1962 | 1968 | 1975 | 1982 | 1990 | 1999 | 2006 | 2008 | 2011 | 2012 | 2013 |
| ---- | ---- | ---- | ---- | ---- | ---- | ---- | ---- | ---- | ---- | ---- |
| 542  | 567  | 551  | 502  | 467  | 582  | 649  | 707  | 764  | 765  | 767  |

Динамика населения:

## Экономика
В 2010 году из 454 человек трудоспособного возраста (от 15 до 64 лет) 355 были экономически активными, 99 — неактивными (показатель активности 78,2 %, в 1999 году — 76,5 %). Из 355 активных трудоспособных жителей работали 345 человек (182 мужчины и 163 женщины), 10 числились безработными (пятеро мужчин и 5 женщин). Среди 99 трудоспособных неактивных граждан 37 были учениками либо студентами, 39 — пенсионерами, а ещё 23 — были неактивны в силу других причин.

## Достопримечательности (фотогалерея)

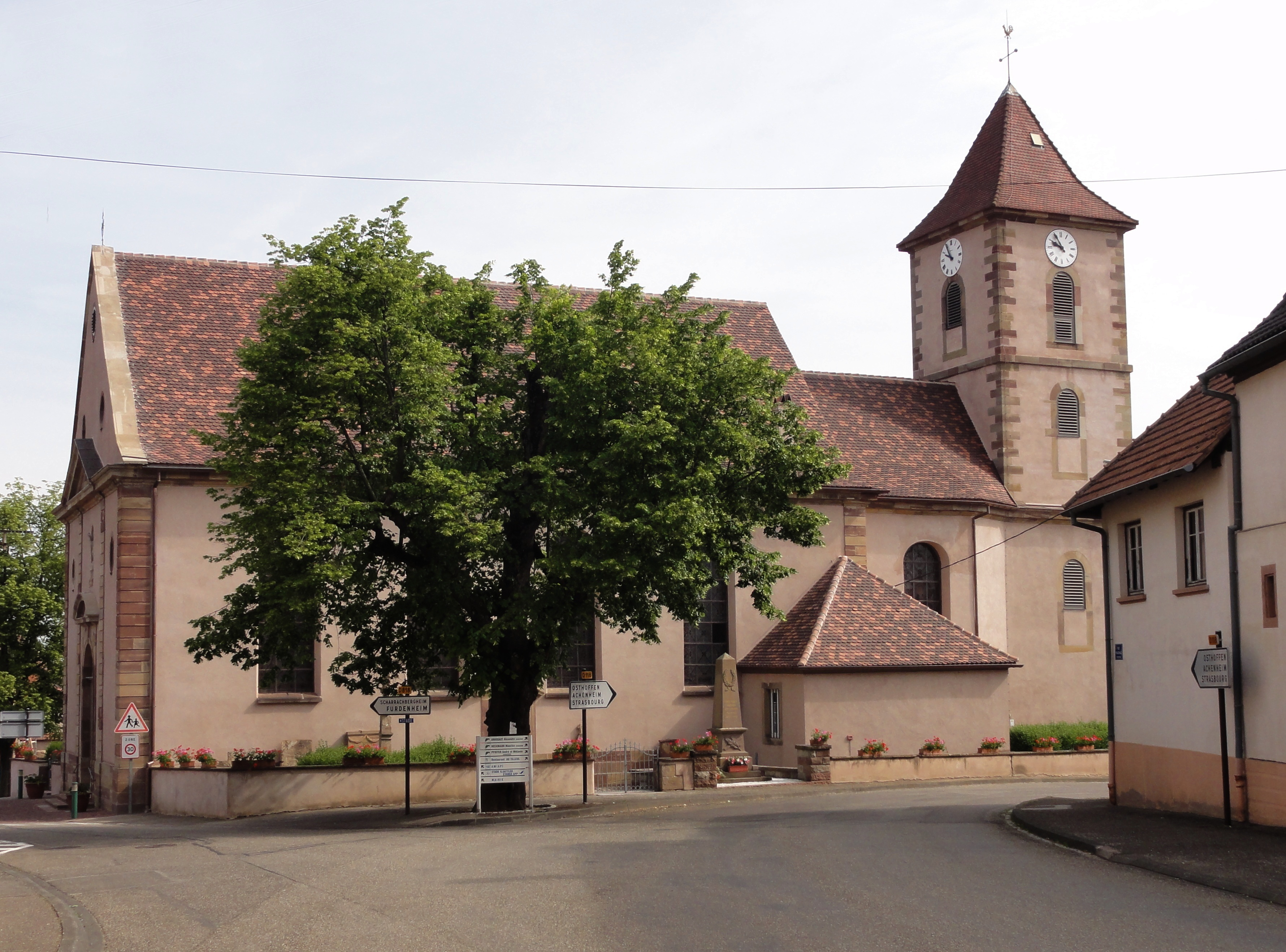
Церковь
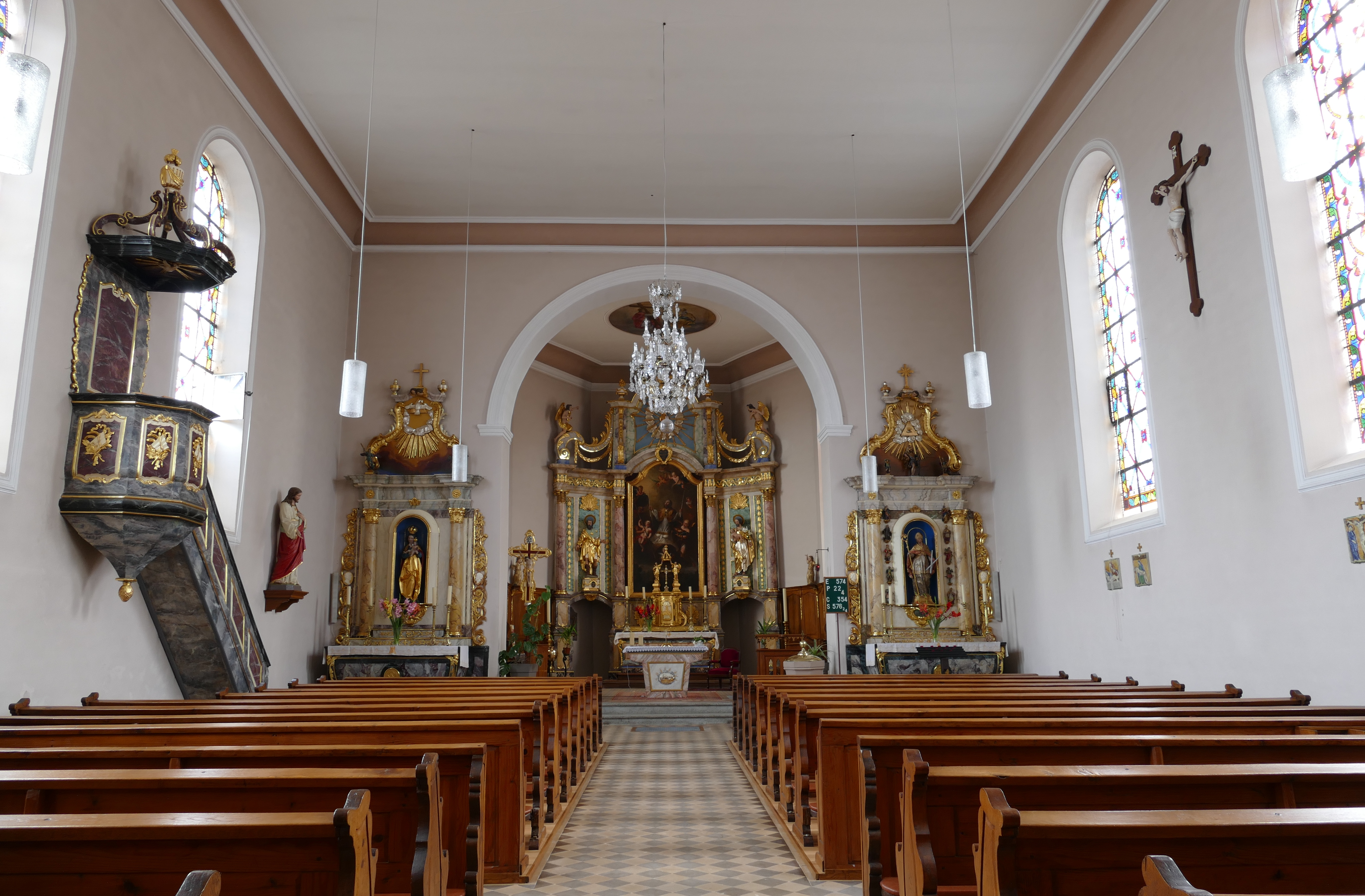
Интерьер
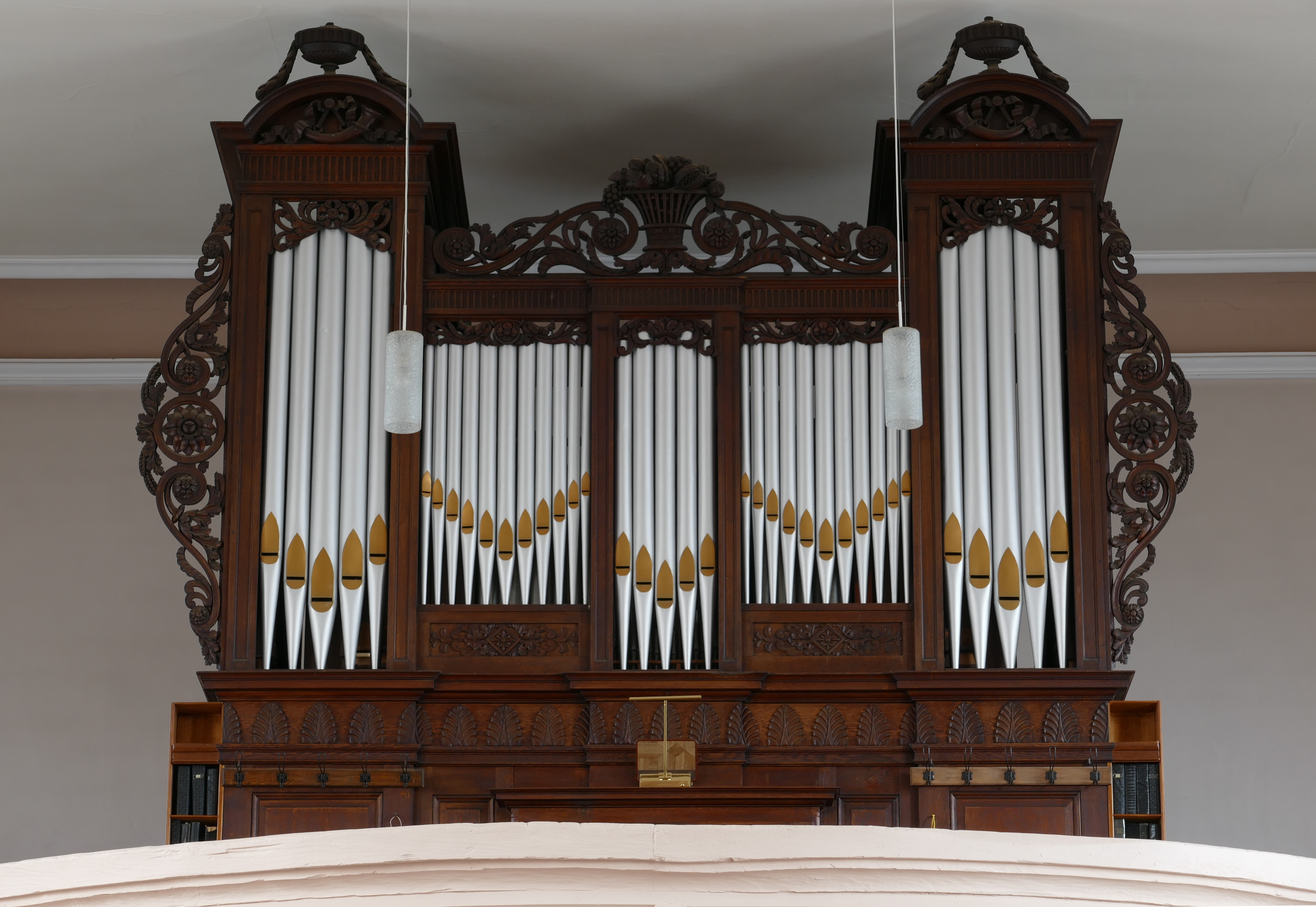
Орган
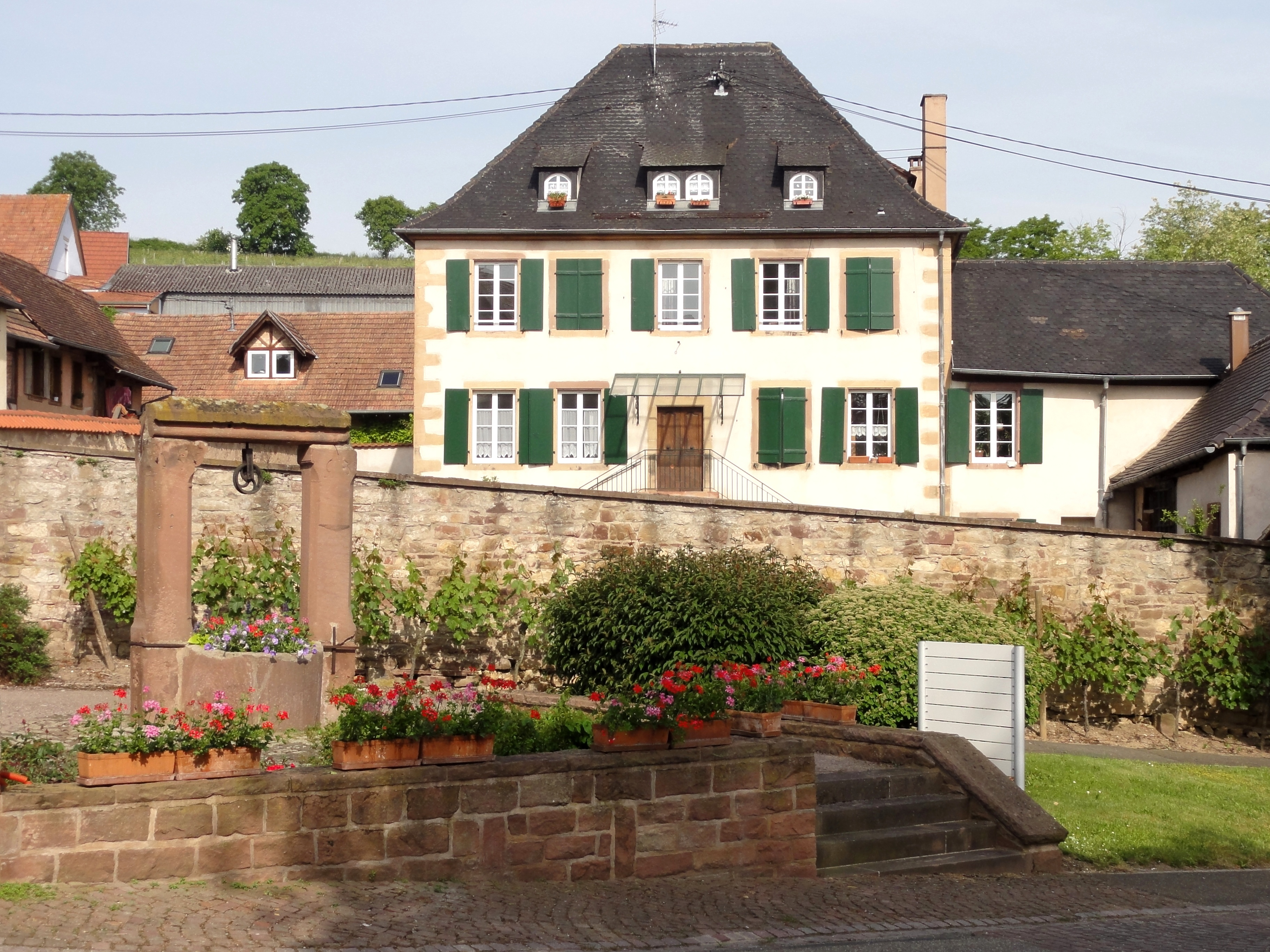
Дом священника (1774) и колодец (1563)
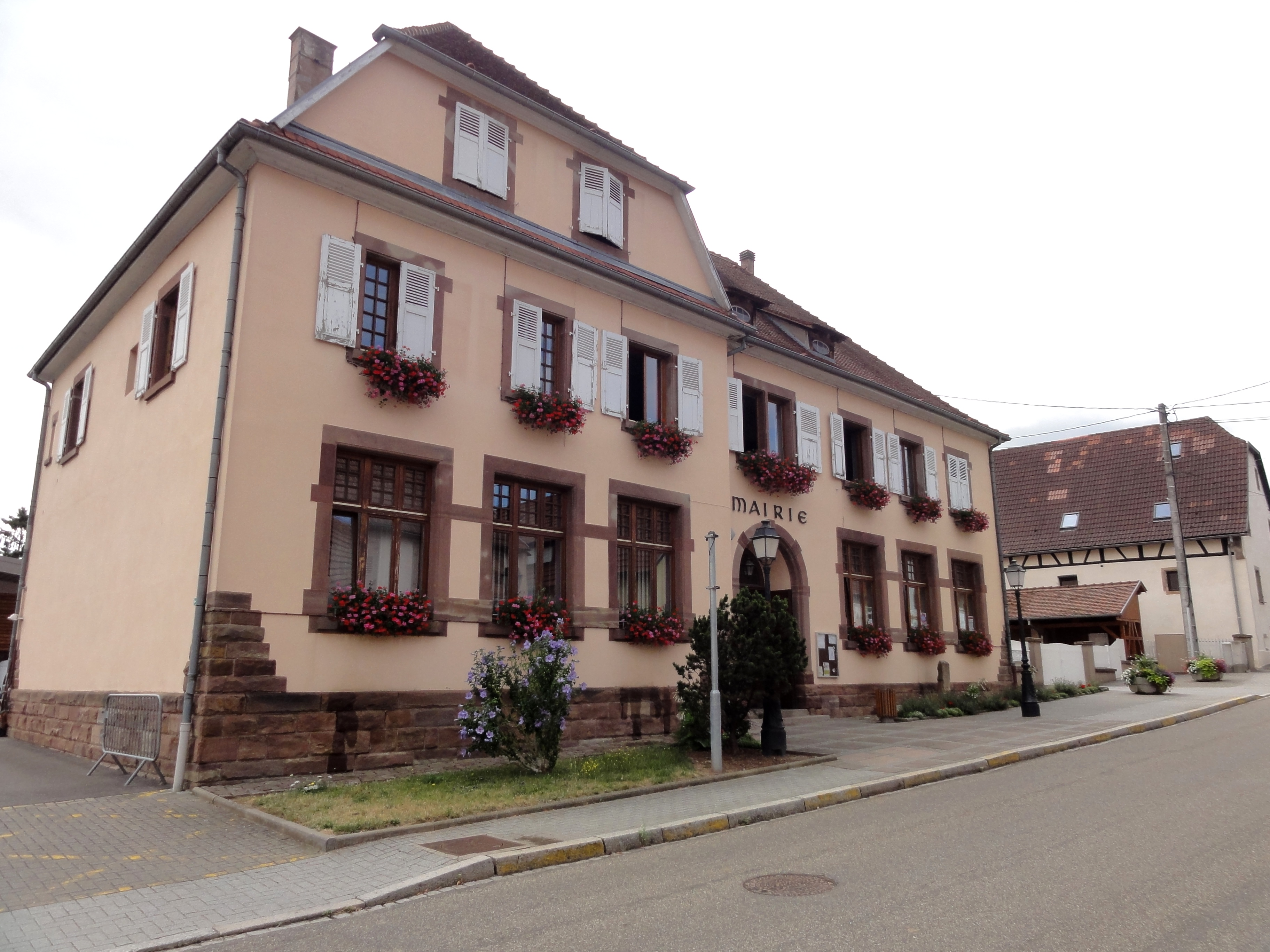
Здание мэрии
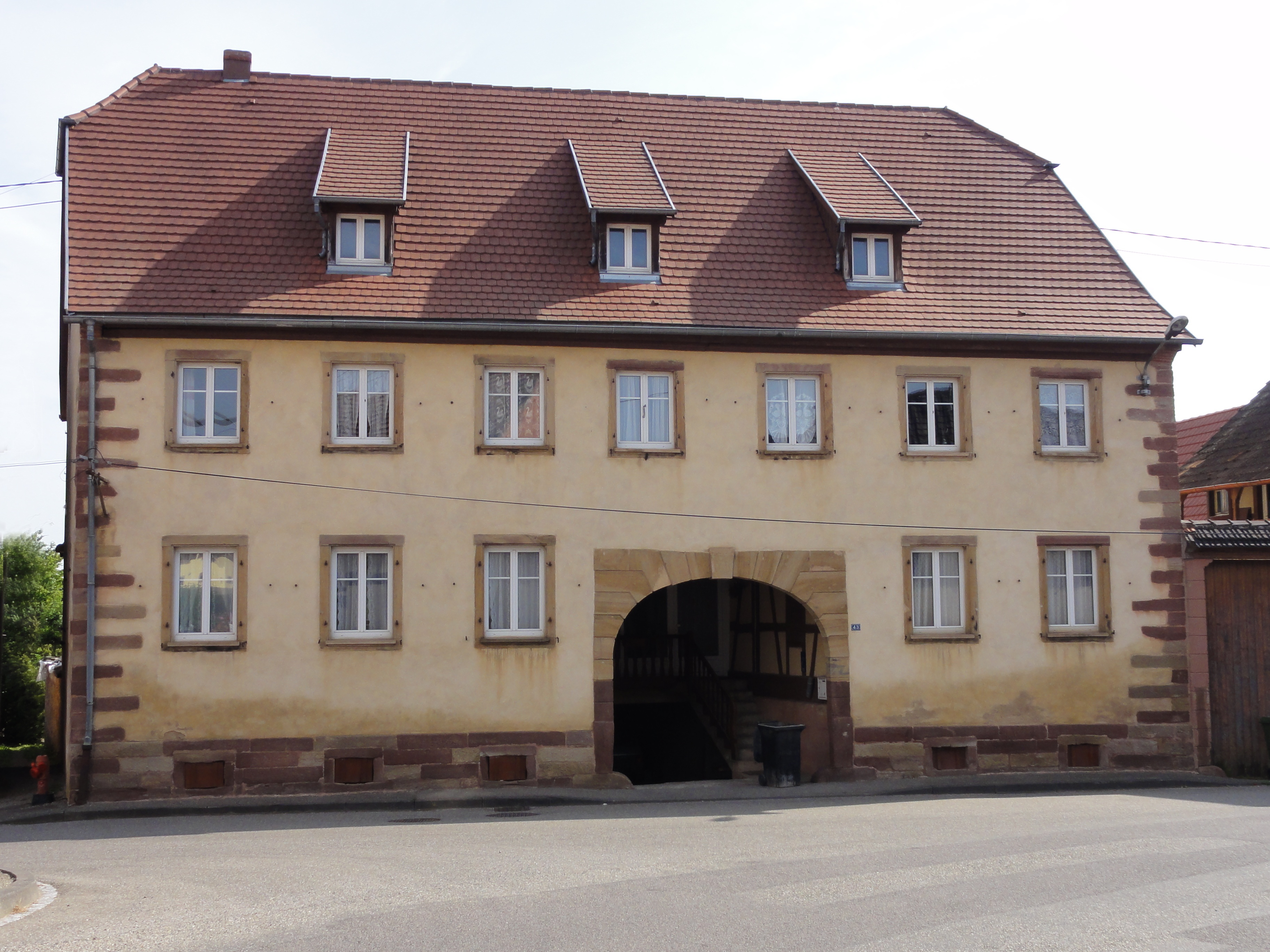
Здание школы